# 800 mètres féminin aux Jeux olympiques d'été de 1968 (athlétisme)
Navigation
Tokyo 1964 Munich 1972
L'épreuve du 800 mètres féminin aux Jeux olympiques de 1968 s'est déroulée du 17 au 19 octobre 1968 au Stade olympique universitaire de Mexico, au Mexique. Elle est remportée par l'Américaine Madeline Manning qui établit un nouveau record olympique en 2 min 0 s 9.

## Résultats

### Finale
| Rang               | Athlète            | Pays            | Temps        | Notes |
| ------------------ | ------------------ | --------------- | ------------ | ----- |
| Médaille d'or      | Madeline Manning   | États-Unis      | 2 min 00 s 9 | OR    |
| Médaille d'argent  | Ileana Silai       | Roumanie        | 2 min 02 s 5 |       |
| Médaille de bronze | Maria Gommers      | Pays-Bas        | 2 min 02 s 6 |       |
| 4                  | Sheila Taylor      | Grande-Bretagne | 2 min 03 s 8 |       |
| 5                  | Doris Brown        | États-Unis      | 2 min 03 s 9 |       |
| 6                  | Pat Lowe           | Grande-Bretagne | 2 min 04 s 2 |       |
| 7                  | Abigail Hoffman    | Canada          | 2 min 06 s 8 |       |
| 8                  | Maryvonne Dupureur | France          | 2 min 08 s 2 |       |

## Légende
Records et Performances
- AR : Record continental (area record)
- CR : Record des championnats (championship record)
- MR : Record du meeting (meet record)
- NR : Record national (national record)
- OR : Record olympique (olympic record)
- PR : Record paralympique (paralympic record)
- PB : Record personnel (personal best)
- SB : Meilleure performance personnelle de la saison (season's best)
- WL : Meilleure performance mondiale de l'année (world leader)
- WJR : Record du monde junior (world junior record)
- WR : Record du monde (world record)

Circonstances et Conditions
- DNF : N'a pas terminé (did not finish)
- DNS : N'a pas pris le départ (did not start)
- DQ : Disqualification (disqualification)
- NM : Aucun essai valable enregistré (No Mark)
- Q : Qualifié « directement » au prochain tour (ou à la prochaine compétition), lors d'une compétition majeure, grâce au classement ou à la réalisation des minima (automatic qualifier)
- q : Qualifié au prochain tour (ou à la prochaine compétition), lors d'une compétition majeure, grâce au repêchage ou à la réalisation de l'une des meilleures performances parmi celles des « non qualifiés directement » (grâce au meilleur temps ou à la meilleure distance par exemple) (secondary qualifier)